# 尤尼蒂鎮區 (北卡羅萊納州羅恩縣)
尤尼蒂鎮區（英語：Unity Township）是位於美國北卡羅萊納州羅恩縣的一個鎮區。

## 地方資料
尤尼蒂鎮區的面積為64.30平方千米，皆為陸地。根據2020年美國人口普查的數據，當地共有人口2115人，而人口密度為每平方千米32.89人。